# George Gervin
George Gervin (Detroit, 27 aprile 1952) è un ex cestista e allenatore di pallacanestro statunitense, professionista nella ABA, nella NBA e in Europa.
Ha militato nel ruolo di guardia ai massimi livelli sia nella American Basketball Association (con i Virginia Squires) che nella NBA (coi San Antonio Spurs e con i Chicago Bulls) per un totale di 14 stagioni. Soprannominato "Iceman" dai tifosi, fu uno dei realizzatori più prolifici nella storia della pallacanestro. È membro della Basketball Hall of Fame e della selezione dei 50 migliori giocatori della NBA.

## Carriera
Nacque a Detroit in una famiglia numerosa (6 figli), alla quale dovette imparare a badare sin da bambino, da quando il padre fuggì di casa. A conclusione di una formidabile stagione alle High School, gli venne offerta da Long Beach State una borsa di studio, che abbandonò dopo pochi mesi per fare ritorno in quel di Michigan. Anche il suo soggiorno alla Eastern Michigan non durò molto: dopo una stagione, infatti, nonostante gli oltre 29 punti a partita totalizzati fino ad allora, fu costretto ad abbandonare il college per via del rendimento scolastico troppo scadente.

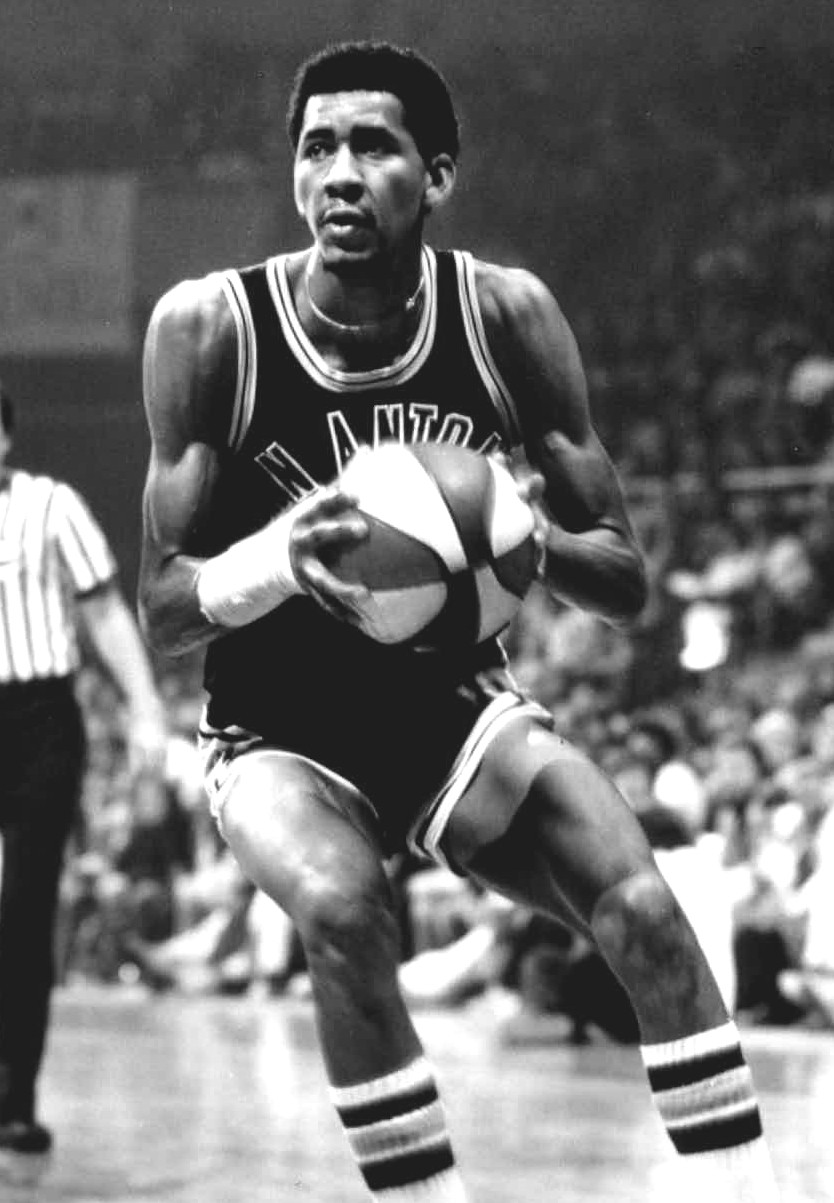
Gervin con la maglia dei San Antonio Spurs

Fu così che, notato da uno scout dei Virginia Squires, fece il suo approdo nella ABA, la storica lega rivale della NBA nei primi anni '70, compagno di squadra del leggendario Julius Erving che era allora al suo secondo anno fra i professionisti.
Nella stagione 1973-74, Gervin ricevette la prima convocazione per un All-Star Game, per poi passare ai San Antonio Spurs a metà stagione.
Nell'estate del 1976, con la scomparsa della American Basketball Association, gli Spurs, e con essi Gervin, fecero la loro comparsa nella NBA. George si confermò immediatamente uno dei principali interpreti nel ruolo di guardia. Nel 1977 portò San Antonio sulla vetta della Central Division, inaugurando il primo di quattro anni (tre consecutivi) come miglior realizzatore della NBA: il 9 Aprile 1978 mette a segno il proprio record personale di 63 punti in una sola partita, di questi 33 in un solo quarto (eguagliato da Carmelo Anthony e recentemente superato, con 37 punti, da Klay Thompson) e 53 punti in un tempo (secondo migliore di sempre all'epoca dietro solo ai 59 di Wilt Chamberlain nella partita dei 100 punti e in seguito anche ai 55 di Kobe Bryant).
Il 9 Aprile 1978, prima dell'ultima partita di Regular Season, Gervin e un altro ex giocatore ABA David Thompson si contendevano il titolo di miglior marcatore della stagione NBA, Thompson che gioca per primo mette a segno il proprio career high di 73 punti, di cui 32 nel primo quarto (record che durerà solo 7 ore), Gervin sa che con almeno 58 punti il titolo sarebbe stato suo e ne realizzerà 63: Thompson e Gervin faranno registrare lo stesso numero di punti realizzati nel primo tempo: 53 punti..
Nei primi anni '80 gli Spurs, spostati nella Western Conference, giunsero per due stagioni consecutive ('82 e '83) ad un passo dalle Finals, sconfitti nelle finali di conference dai Lakers di Magic Johnson e Kareem Abdul-Jabbar.
Nella stagione 1984-85, la nuova gestione del coach Cotton Fitzsimmons, molto attenta alla fase difensiva, portò alla cessione di Gervin che approdò ai Bulls di Chicago proprio nell'anno dell'infortunio della stella locale Michael Jordan.
Al termine di questa stagione lasciò definitivamente la pallacanestro americana, approdando nel campionato italiano al Banco di Roma, dove mantenne la nomea di formidabile realizzatore collezionando una media di poco più di 26 punti a partita.
Il 5 Dicembre 1987 i San Antonio Spurs hanno ritirato la sua maglia numero 44.

## Statistiche
| * | Primo nella lega |

### ABA-NBA

#### Regular Season
| Anno            | Squadra                 | PG   | PT | MP   | TC%  | 3P%  | TL%  | RP  | AP  | PRP | SP  | PP    |
| --------------- | ----------------------- | ---- | -- | ---- | ---- | ---- | ---- | --- | --- | --- | --- | ----- |
| 1972-1973       | Virginia Squires (ABA)  | 30   | -  | 23,0 | 47,2 | 23,1 | 81,4 | 4,3 | 1,1 | -   | -   | 14,1  |
| 1973-1974       | Virginia Squires        | 49   | -  | 35,3 | 47,2 | 16,0 | 79,9 | 8,5 | 2,0 | 1,5 | 1,8 | 25,4  |
| 1973-1974       | San Antonio Spurs       | 25   | -  | 31,3 | 46,8 | 0,0  | 85,3 | 8,2 | 1,8 | 1,0 | 1,4 | 19,4  |
| 1974-1975       | San Antonio Spurs       | 84*  | -  | 37,1 | 47,4 | 30,9 | 83,0 | 8,3 | 2,5 | 1,6 | 1,6 | 23,4  |
| 1975-1976       | San Antonio Spurs (ABA) | 81   | -  | 33,9 | 49,9 | 25,5 | 85,7 | 6,7 | 2,5 | 1,4 | 1,5 | 21,8  |
| 1976-1977       | San Antonio Spurs (NBA) | 82   | 82 | 33,0 | 54,4 | -    | 83,3 | 5,5 | 2,9 | 1,3 | 1,3 | 23,1  |
| 1977-1978       | San Antonio Spurs       | 82   | 82 | 34,8 | 53,6 | -    | 83,0 | 5,1 | 3,7 | 1,7 | 1,3 | 27,2* |
| 1978-1979       | San Antonio Spurs       | 80   | -  | 36,1 | 54,1 | -    | 82,6 | 5,0 | 2,7 | 1,7 | 1,1 | 29,6* |
| 1979-1980       | San Antonio Spurs       | 78   | -  | 37,6 | 52,8 | 31,4 | 85,2 | 5,2 | 2,6 | 1,4 | 1,0 | 33,1* |
| 1980-1981       | San Antonio Spurs       | 82   | 82 | 33,7 | 49,2 | 25,7 | 82,6 | 5,1 | 3,2 | 1,1 | 0,7 | 27,1  |
| 1981-1982       | San Antonio Spurs       | 79   | 79 | 35,7 | 50,0 | 27,8 | 86,4 | 5,0 | 2,4 | 1,0 | 0,6 | 32,3* |
| 1982-1983       | San Antonio Spurs       | 78   | 78 | 36,3 | 48,7 | 36,4 | 85,3 | 4,6 | 3,4 | 1,1 | 0,9 | 26,2  |
| 1983-1984       | San Antonio Spurs       | 76   | 76 | 34,0 | 49,0 | 41,7 | 84,2 | 4,1 | 2,9 | 1,0 | 0,6 | 25,9  |
| 1984-1985       | San Antonio Spurs       | 72   | 69 | 29,0 | 50,8 | 0,0  | 84,4 | 3,3 | 2,5 | 0,9 | 0,7 | 21,2  |
| 1985-1986       | Chicago Bulls           | 82   | 75 | 25,2 | 47,2 | 21,1 | 87,9 | 2,6 | 1,8 | 0,6 | 0,3 | 16,2  |
| Carriera ABA    | Carriera ABA            | 269  | -  | 33,7 | 48,0 | 23,4 | 83,1 | 7,4 | 2,2 | 1,4 | 1,6 | 21,9  |
| Carriera NBA    | Carriera NBA            | 761  | -  | 33,5 | 51,1 | -    | 84,4 | 4,6 | 2,8 | 1,2 | 0,8 | 26,2  |
| Carriera Totale | Carriera Totale         | 1060 | -  | 33,6 | 50,4 | -    | 84,1 | 5,3 | 2,6 | 1,2 | 1,0 | 25,1  |

#### Massimi in carriera
Regular Season
- Massimo di punti in ABA: 51 vs Memphis Sounds (5 febbraio 1975)
- Massimo di punti in NBA: 63 vs New Orleans Jazz (9 aprile 1978)
- Massimo di rimbalzi in ABA: 18 vs Indiana Pacers (2 febbraio 1975)
- Massimo di rimbalzi in NBA: 18 vs Denver Nuggets (13 aprile 1982)
- Massimo di assist in ABA: 8 vs Indiana Pacers (9 novembre 1974)
- Massimo di assist in NBA: 11 vs Portland Trail Blazers (21 febbraio 1978)
- Massimo di palle rubate in ABA: 5 vs Kentucky Colonels (22 febbraio 1975)*
- Massimo di palle rubate in NBA: 7 vs Detroit Pistons (15 marzo 1978)
- Massimo di stoppate in ABA: 7 vs Virginia Squires (6 dicembre 1974)*
- Massimo di stoppate in NBA: 7 vs Indiana Pacers (27 dicembre 1977)

(* tenendo conto dei dati ABA al momento disponibili e che le statistiche di queste categorie vennero registrate sistematicamente solo dalla stagione ABA 1973-1974)

#### Play-off
| Anno            | Squadra                 | PG | PT | MP    | TC%  | 3P%  | TL%  | RP   | AP  | PRP | SP  | PP    |
| --------------- | ----------------------- | -- | -- | ----- | ---- | ---- | ---- | ---- | --- | --- | --- | ----- |
| 1973            | Virginia Squires (ABA)  | 5  | -  | 40,0  | 44,2 | 20,0 | 70,6 | 7,6  | 1,6 | -   | -   | 18,6  |
| 1974            | San Antonio Spurs       | 7  | -  | 32,3  | 49,6 | 100  | 93,5 | 7,4  | 2,7 | 0,7 | 1,1 | 20,6  |
| 1975            | San Antonio Spurs       | 6  | -  | 46,0* | 46,2 | 25,0 | 82,7 | 14,0 | 1,3 | 1,0 | 1,3 | 34,0* |
| 1976            | San Antonio Spurs (ABA) | 7  | -  | 41,1  | 52,3 | 0,0  | 81,2 | 9,1  | 2,7 | 0,6 | 2,0 | 27,1  |
| 1977            | San Antonio Spurs (NBA) | 2  | -  | 31,0  | 43,2 | -    | 80,0 | 5,5  | 1,5 | 0,5 | 1,0 | 25,0  |
| 1978            | San Antonio Spurs       | 6  | -  | 37,8  | 54,9 | -    | 76,8 | 5,7  | 3,2 | 1,0 | 2,7 | 33,2* |
| 1979            | San Antonio Spurs       | 14 | -  | 36,6  | 53,6 | -    | 80,8 | 5,9  | 2,5 | 1,9 | 1,0 | 28,6* |
| 1980            | San Antonio Spurs       | 3  | -  | 40,7  | 50,0 | 0,0  | 86,7 | 6,7  | 4,0 | 1,7 | 1,0 | 33,3* |
| 1981            | San Antonio Spurs       | 7  | -  | 39,1  | 50,0 | 0,0  | 80,0 | 5,0  | 3,4 | 0,7 | 0,7 | 27,1* |
| 1982            | San Antonio Spurs       | 9  | -  | 41,4  | 45,2 | 0,0  | 83,1 | 7,3  | 4,6 | 1,1 | 0,4 | 29,4* |
| 1983            | San Antonio Spurs       | 11 | -  | 39,7  | 51,9 | -    | 88,4 | 6,7  | 3,4 | 1,1 | 0,4 | 25,2  |
| 1985            | San Antonio Spurs       | 5  | 5  | 36,6  | 53,2 | 0,0  | 79,4 | 3,6  | 2,8 | 0,6 | 0,6 | 22,2  |
| 1986            | Chicago Bulls           | 2  | 0  | 5,5   | 0,0  | -    | -    | 0,5  | 0,5 | 0,0 | 0,0 | 0,0   |
| Carriera ABA    | Carriera ABA            | 25 | -  | 39,6  | 48,3 | 23,8 | 81,7 | 9,5  | 2,2 | 0,8 | 1,5 | 25,2  |
| Carriera NBA    | Carriera NBA            | 59 | -  | 37,3  | 50,8 | -    | 82,1 | 5,8  | 3,2 | 1,2 | 0,9 | 27,0  |
| Carriera Totale | Carriera Totale         | 84 | -  | 38,0  | 50,1 | -    | 82,0 | 6,9  | 2,9 | 1,1 | 1,0 | 26,5  |

#### Massimi in carriera
Play-off
- Massimo di punti in ABA: 42 vs Indiana Pacers (14 aprile 1975)
- Massimo di punti in NBA: 46 vs Washington Bullets (18 aprile 1978)
- Massimo di rimbalzi in ABA: 23 vs Indiana Pacers (5 aprile 1975)
- Massimo di rimbalzi in NBA: 15 vs Los Angeles Lakers (14 maggio 1982)
- Massimo di assist in ABA: 4 (7 volte)
- Massimo di assist in NBA: 9 vs Houston Rockets (14 aprile 1981)
- Massimo di palle rubate in ABA: 3 vs Indiana Pacers (12 aprile 1975)*
- Massimo di palle rubate in NBA: 3 (8 volte)
- Massimo di stoppate in ABA: 4 (2 volte)*
- Massimo di stoppate in NBA: 4 (2 volte)

(* tenendo conto dei dati ABA al momento disponibili e che le statistiche di queste categorie vennero registrate sistematicamente solo dalla stagione ABA 1973-1974)

## Palmarès
- ABA All-Rookie Team (1973)
- All-ABA Team: 2

Second Team: 1974, 1975
- All-NBA Team: 7

First Team: 1978, 1979, 1980, 1981, 1982
Second Team: 1977 e 1983
- ABA All-Star Game: 3

1974, 1975, 1976
- NBA All-Star Game: 9

1977, 1978, 1979, 1980, 1981, 1982, 1983, 1984, 1985
- MVP NBA All-Star Game: (1980);
- Quattro volte migliori marcatori stagionale in NBA: (1978), (1979), (1980) e (1982) (3° migliore di sempre dietro solo a Michael Jordan (10) e Wilt Chamberlain (7) )
- Migliore marcatore della stagione ABA nei Playoff: (1975)
- Cinque volte migliore marcatore della stagione NBA nei Playoff: (1978), (1979), (1980), (1981) e (1982) (2° migliore di sempre dietro solo a Michael Jordan (10) )
- Diciannovesimo miglior marcatore di sempre sommando ABA e NBA
- Quarantaquattresimo miglior marcatore di sempre ABA
- Quarantaseiesimo miglior marcatore di sempre NBA
- Ottavo migliore marcatore di sempre per punti a partita ABA in regular season (21,9 punti a partita)
- Nono migliore marcatore di sempre per punti a partita NBA (26,2 punti a partita)
- Decimo migliore marcatore di sempre per punti a partita sommando NBA e ABA (25,1 punti a partita)
- Cinquantanovesimo migliore rimbalzista di sempre ABA
- Quindicesimo miglior giocatore per palle rubate di sempre ABA
- Nono per numero di stoppate di sempre ABA (97° sommando NBA e ABA)
- Incluso nel ranking dei 50 giocatori più forti nella storia della NBA
- Inserito nel NBA 75th Anniversary Team
- Introdotto nel 1996 nella Basketball Hall of Fame
- ABA All-Time Team